# Cypriotisch honkbalteam

De Cypriotische vlag.

Het Cypriotisch honkbalteam is het nationale honkbalteam van Cyprus.  Het team vertegenwoordigt Cyprus tijdens internationale wedstrijden. Het Cypriotisch honkbalteam is sinds 1999 aangesloten bij de Europese Honkbalfederatie (CEB), de continentale bond voor Europa van de IBAF.
Cyprus heeft ook haar eigen honkbalbond, de Cyprus Amateur Baseball Federation. Het hoofdkantoor hiervan staat in Larnaca.
Cyprus is een van de vier minst actieve leden van de Europese Honkbalfederatie. Het heeft de afgelopen vier jaar niet gepresteerd of deelgenomen op EK's, WK's, Intercontinental Cup's, World Baseball Classic's of andere honkbaltoernooien.